# Dutasterid
Dutasterid ist eine organische chemische Verbindung aus der Klasse der Steroide. Es wird wegen seiner Wirksamkeit als 5α-Reduktase-Hemmer, der die Umwandlungsrate von Testosteron in Dihydrotestosteron (DHT) senkt und dadurch die DHT-Konzentration vermindert, als Arzneistoff zur Behandlung der benignen Prostatahyperplasie (BPH) eingesetzt. Der Handelsname des weltweit erhältlichen Fertigarzneimittels des Herstellers GlaxoSmithKline (GSK) lautet Avodart®.

## Anwendungsgebiete
Dutasterid wird zur Behandlung der Symptome der benignen Prostatahyperplasie (BPH) eingesetzt. Auch zur Minderung des Risikos des akuten Harnverhalts und vor Prostataoperationen kommt Dutasterid bei bestehenden BPH-Symptomen zum Einsatz.

## Prostatakarzinom
Dutasterid reduziert bei Patienten mit einem niedrig malignen Prostatakarzinom, die eine Wait-and-see-Strategie verfolgen, das Risiko eines Progresses. In der randomisierten, doppeltblinden, multizentrischen REDEEM-Studie wurden 302 Männer mit niedrig malignem Prostatakarzinom randomisiert. Nach drei Jahren hatten 38 % der mit Dutasterid behandelten Männer einen Tumorprogress, in der Placebo-Gruppe dagegen 48 %. In beiden Gruppen wurde kein tumorbedingter Todesfall oder eine Metastasierung beobachtet.
Auf diese Behandlung wird weder in der S3-Leitlinie Prostatakarzinom der DKG noch in der Guidelines on Prostate Cancer der EAU eingegangen. Es besteht (Stand 2022) keine Zulassung für diese Indikation.

## Pharmakologie
Dutasterid hemmt die 5α-Reduktase-Isoenzyme vom Typ 1, 2 und 3, die für den Abbau des Hormons Testosteron zu Dihydrotestosteron verantwortlich sind. Es senkt auf diese Weise die Konzentration des zirkulierenden Dihydrotestosterons. Diese Umwandlung erfolgt größtenteils in der Prostata, der Leber und der Haut. In den Zellen dieser drei Organe bindet DHT am Zellkern. Speziell in den Prostata-Zellen steigert DHT die Zellteilungsrate des Prostatagewebes und sorgt für deren Vergrößerung. Dutasterid ist derzeit nur für Behandlung der benignen Prostatahyperplasie (BPH) zugelassen. Das ähnliche Finasterid wird darüber hinaus auch zur Behandlung der androgenetischen Alopezie mit einem Fünftel der BPH-Arzneistoffdosis angewendet.

## Sexuelle Nebenwirkungen
Sexuelle Nebenwirkungen wurden bei Dutasterid in vier klinischen Studie mit folgenden Häufigkeiten beobachtet:
- Erektionsstörungen: 5,4 % bis 9,0 %
- Verminderte Libido: 3,3 % bis 7,7 %
- Ejakulationsstörungen: 1,4 % bis 4,7 %

Es gibt darüber hinaus Berichte über andauernde sexuelle Nebenwirkungen selbst nach Absetzen des Medikaments.

## Mögliche Risiken von Stoffwechselstörungen
Mit Blick auf den langfristigen Charakter einer Behandlung und das fortgeschrittene Alter von betroffenen Patienten sind mögliche metabolische Folgen einer 5α-R-Hemmung zu erwägen. Während in fast keiner der originalen Zulassungsstudien mögliche Stoffwechselstörungen durch Dutasterid untersucht wurden, deuten zu späteren Zeitpunkten erhobene Daten aus präklinischen (Tiermodell) und klinischen Studien zunehmend auf solche Effekte in verschiedenen Organen hin. Die datengestützten potentiellen Risiken umfassen, unter anderem, Fettleber, Insulinresistenz (IR), Diabetes Typ 2, Syndrom des trockenen Auges und Nierenkrankheiten.

## Gebrauch gegen Haarausfall
Bei einer ärztlichen Verschreibung von Dutasterid gegen androgenetische Alopezie handelt es sich um einen sogenannten Off-Label-Use. Der Fachausdruck off-label-use bezeichnet die Verwendung eines Arzneistoffs außerhalb der zugelassenen Indikation. Dutasterid ist derzeit nicht zur Behandlung der androgenetischen Alopezie zugelassen, anders als der pharmakologisch und chemisch eng verwandte Wirkstoff Finasterid, dessen Indikationen BPH und androgenetische Alopezie sind. 0,5 mg Dutasterid sind in der Lage, die Konzentration von DHT in der Kopfhaut stärker zu senken als die zehnfache Menge an Finasterid. Bei den Nebenwirkungen konnte kein signifikanter Unterschied zwischen Dutasterid und Finasterid festgestellt werden.
Im Juni 2010 wurde eine Phase-III-Studie zur Behandlung der androgenetischen Alopezie publiziert, die zur Zulassung für eine Indikation nötig ist.

## Kontraindikationen
Arzneimittel, die den Arzneistoff Dutasterid enthalten, dürfen nicht von Frauen, Kindern und Jugendlichen eingenommen werden und ebenso wenig von Personen mit schweren Leberfunktionsstörungen und Überempfindlichkeiten gegenüber anderen 5α-Reduktasehemmern.

## Missbrauch im Sport
Dutasterid wird angewendet, um die steoroidtypischen Nebenwirkungen von stark androgen wirkenden Steroiden zu unterbinden. Hierzu gehören Haarausfall, verstärktes Körperhaarwachstum und Akne. Dutasterid wirkt bei Testosteron, jedoch nicht bei DHT-basierten Hormonen, da Dutasterid nur das Enzym blockt, jedoch nicht DHT und seine androgene Wirkung (z. B. Drostanolon, Masteron).